# Tiny Toon Adventures: Buster Busts Loose!
 (novembre 2015).
Si vous disposez d'ouvrages ou d'articles de référence ou si vous connaissez des sites web de qualité traitant du thème abordé ici, merci de compléter l'article en donnant les références utiles à sa vérifiabilité et en les liant à la section « Notes et références ».
Tiny Toon Adventures: Buster Busts Loose!  (Tiny Toon Adventures タイニー・トゥーン アドベンチャーズ au Japon) est un jeu vidéo d'action/plates-formes en 2D, développé et édité par Konami. Il est sorti au Japon sur Super Famicom le 18 décembre 1992, suivi de l'Amérique du Nord le 16 août 1993 et de l'Europe en 1993. Il est fondé sur le dessin animé Les Tiny Toons,.

## Synopsis
Buster Bunny doit progresser à travers 6 niveaux empruntés à l'univers des Tiny Toons (dans le pays ACME) avec dans l'ordre : Acme Looniversity, The Western Movie, Spook Mansion, Acme Looniversity Football, Buster Sky-jinks et Space Opera. Il devra affronter entre autres Calamity Coyote, Elmyra, Dizzy Devil, le docteur Gene Splicer et Montana Max.

## Système de jeu
Buster Bunny peut foncer à toute vitesse à travers les niveaux pour franchir les obstacles et attaquer les ennemis.